# Çelenk

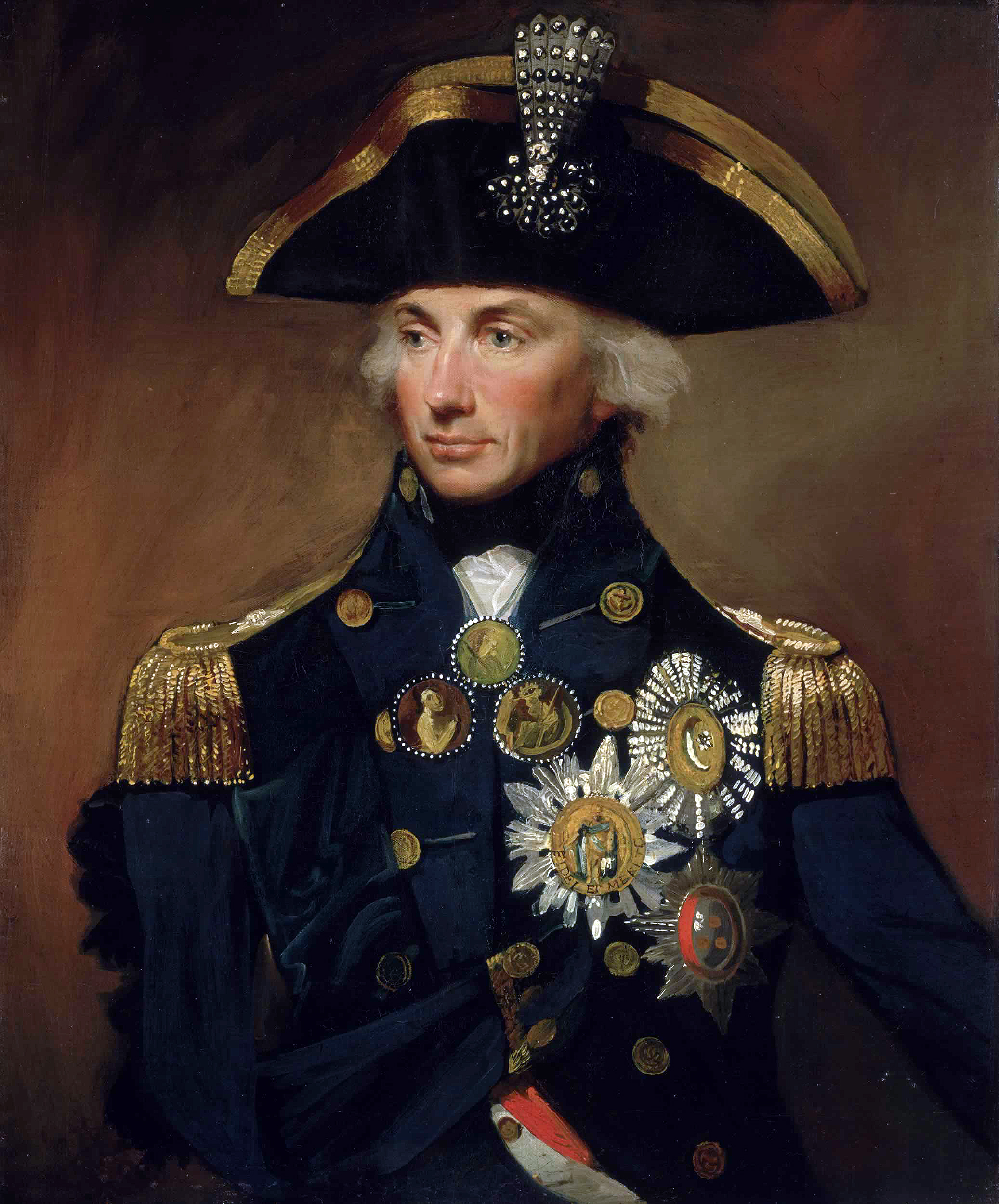
Der britische Admiral Horatio Nelson mit einem Çelenk auf seiner Admiralsmütze und einem Hilâl Nişanı auf seiner linken Brust.
Gemälde von Lemuel Francis Abbott 1797 (Öl auf Leinwand, heute National Portrait Gallery London)

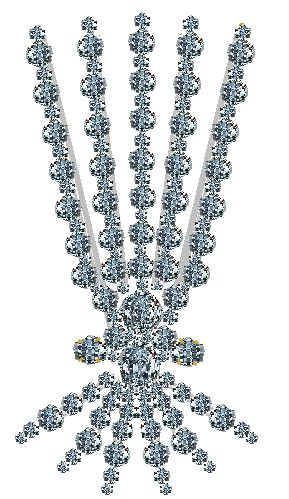
Çelenk, wie Admiral Nelson ihn trug

Der Çelenk (deutsch: Tschelenk) war eine Auszeichnung, die vom Sultan des Osmanischen Reiches gestiftet wurde. Çelenks waren brillantbesetzte Strahlenbüsche, welche verdiente Krieger vom höchsten bis zum niedrigsten Rang als Unterscheidungsmerkmal ihrer Tapferkeit vom Sultan persönlich auf die Kopfbedeckung (im Osmanischen Reich war dies ein Turban) gesteckt bekamen. Je nachdem hatten sie drei, fünf oder sieben Strahlen.
Osmanische Herrscher trugen und verliehen neben Çelenks auch diamantene Sergotsch (sorguç) und Federbüsche. Diese Auszeichnungen wurden normalerweise auf Hüten getragen und galten eher als Schmuck als als Orden oder Abzeichen, da es keine Regeln oder Standards für ihre Verwendung gab. Çelenks gelten als die frühesten osmanischen Orden, und der erste osmanische Orden an einen Ausländer wurde 1798 von Sultan Selim III. an den berühmten britischen Admiral Horatio Nelson für seinen Sieg über die französische Flotte in der Seeschlacht bei Abukir erteilt. Dieser Orden ist urkundlich als „Orden des Halbmonds“ erwähnt und hatte in der Mitte einen Halbmond und einen Stern, umgeben von Strahlen aus Reihen von Rauten.
In den Romanen über Jack Aubrey und Stephen Maturin des britischen Autors Patrick O’Brian wird der Çelenk erwähnt. So erhält der Kapitän der königlichen Flotte Aubrey nach der Schlacht gegen die napoleonischen Streitkräfte einen Çelenk.